# 艾达尔别克
艾达尔别克是吉尔吉斯斯坦楚河州下辖的一个村，始建于19世纪末。根据2009年吉尔吉斯共和国人口普查，全村人口为466人。